# Francisco Lourenço da Fonseca
Francisco Lourenço da Fonseca (Rio Grande, 1848 — Lisboa,  7 de julho de 1902) foi um médico oftalmologista e escritor brasileiro.

## Biografia
Fez seu curso primário em Rio Grande, mas formou-se médico em Portugal, em 1876, pela Escola Médico-Cirúrgica de Lisboa. Médico oculista em Lisboa, foi discípulo em Portugal do médico holandês Van der Laan, estudou na França com Wecker e na Itália com Castorani.
Participou da Expedição Científica à Serra da Estrela, organizada pela Sociedade de Geografia de Lisboa, em agosto de 1881, que buscava um local ideal para o tratamento da tuberculose. Dirigiu o Boletim de Clínica Oculística, em Lisboa de 1880 e 1891, onde publicou diversos artigos sobre oftalmologia.
Foi membro da Academia Real de Ciências de Lisboa e membro fundador da Academia Rio-Grandense de Letras.

## Obras
- Lendas do Universo, 1877
- Anita
- Cabelos nos olhos, 1892
- Goivos da aldeia
- No Douro e Tejo
- Azul e negro
- Na rede